# Mont-Saint-Michel und seine Bucht
Mont-Saint-Michel und seine Bucht ist eine von der UNESCO gelistete Stätte des Weltkulturerbes in Frankreich. Sie umfasst die Felseninsel Mont Saint-Michel mit der gleichnamigen Abtei und der umliegenden Meeresbucht im Ärmelkanal vor der Küste der Normandie. Seit 2007 gehört auch die Mühle Moidrey (19. Jh.) auf dem Festland zum Welterbe.

## Geschichte
Die Insel hieß ursprünglich Mont-Tombe, wurde aber im 8. Jahrhundert als Mont-Saint-Michel bekannt, als der Bischof von Avranches eine Michaelskapelle errichtete, die sich zu einer der meistbesuchten Wallfahrtsstätten Frankreichs entwickelte. 966 gründete der Herzog der Normandie Richard I. an ihrer Stelle eine Benediktinerabtei. Diese wurde im Jahr 1203 teilweise niedergebrannt, als König Philipp II. von Frankreich versuchte, den Berg einzunehmen. Er entschädigte die Mönche, indem er den Bau des als La Merveille („Das Wunder“) bekannten Klosters bezahlte.

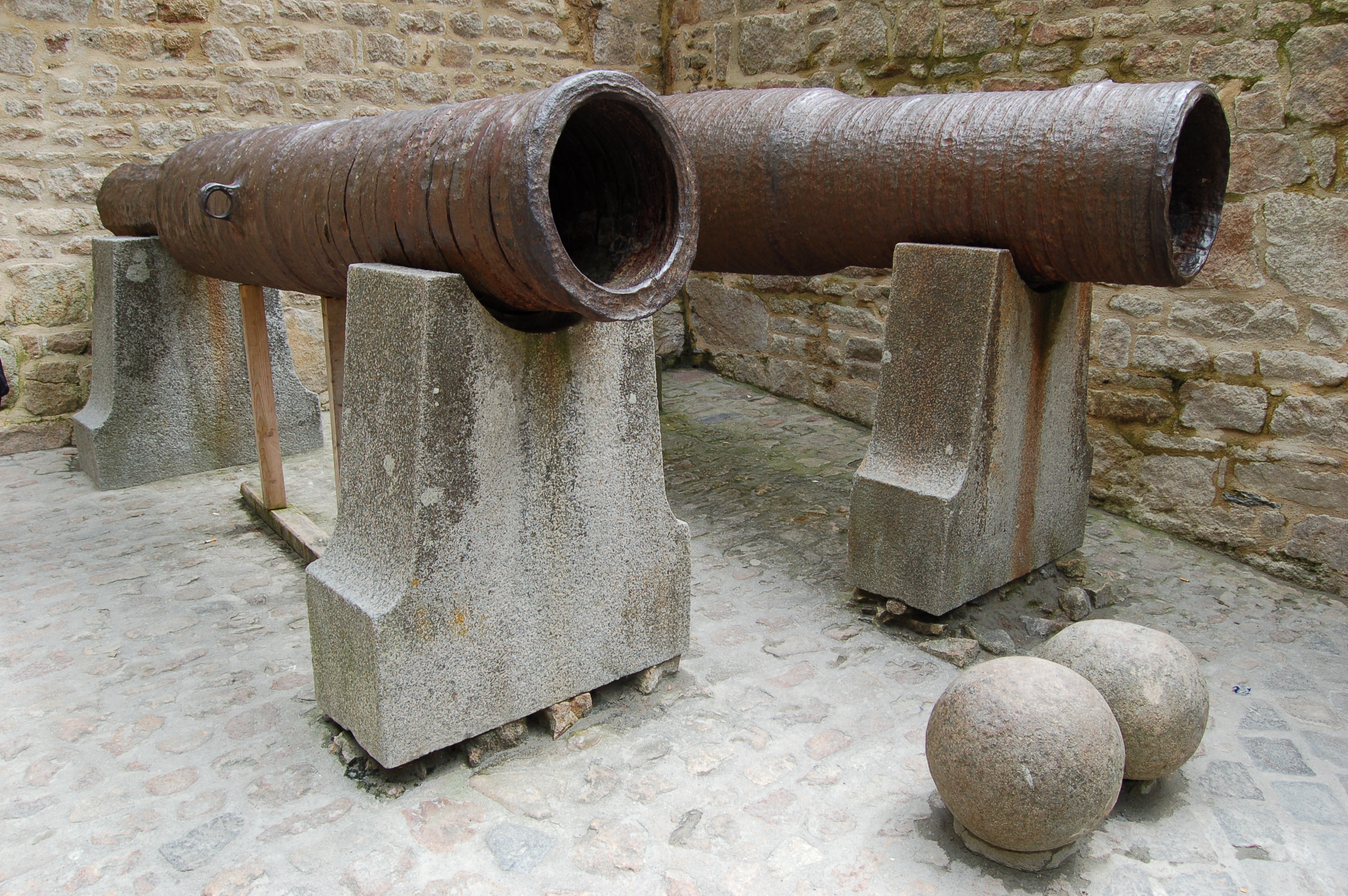
Kanonen, die der englische Heerführer Thomas Scalles am 17. Juni 1434 in Mont Saint-Michel zurückließ.

1254 wurde die Insel königliche Festung und widerstand Belagerungen während des Hundertjährigen Krieges (1337–1453) und den französischen Hugenottenkriegen (1562–1598). Im 18. Jahrhundert verfiel das Kloster, und als es während der Französischen Revolution aufgelöst wurde, lebten nur noch sieben Mönche dort. Napoleon I. machte es bis 1863 zu einer Strafanstalt, die schließlich im Jahr 1874 unter Denkmalschutz gestellt und restauriert wurde.

## Beschreibung

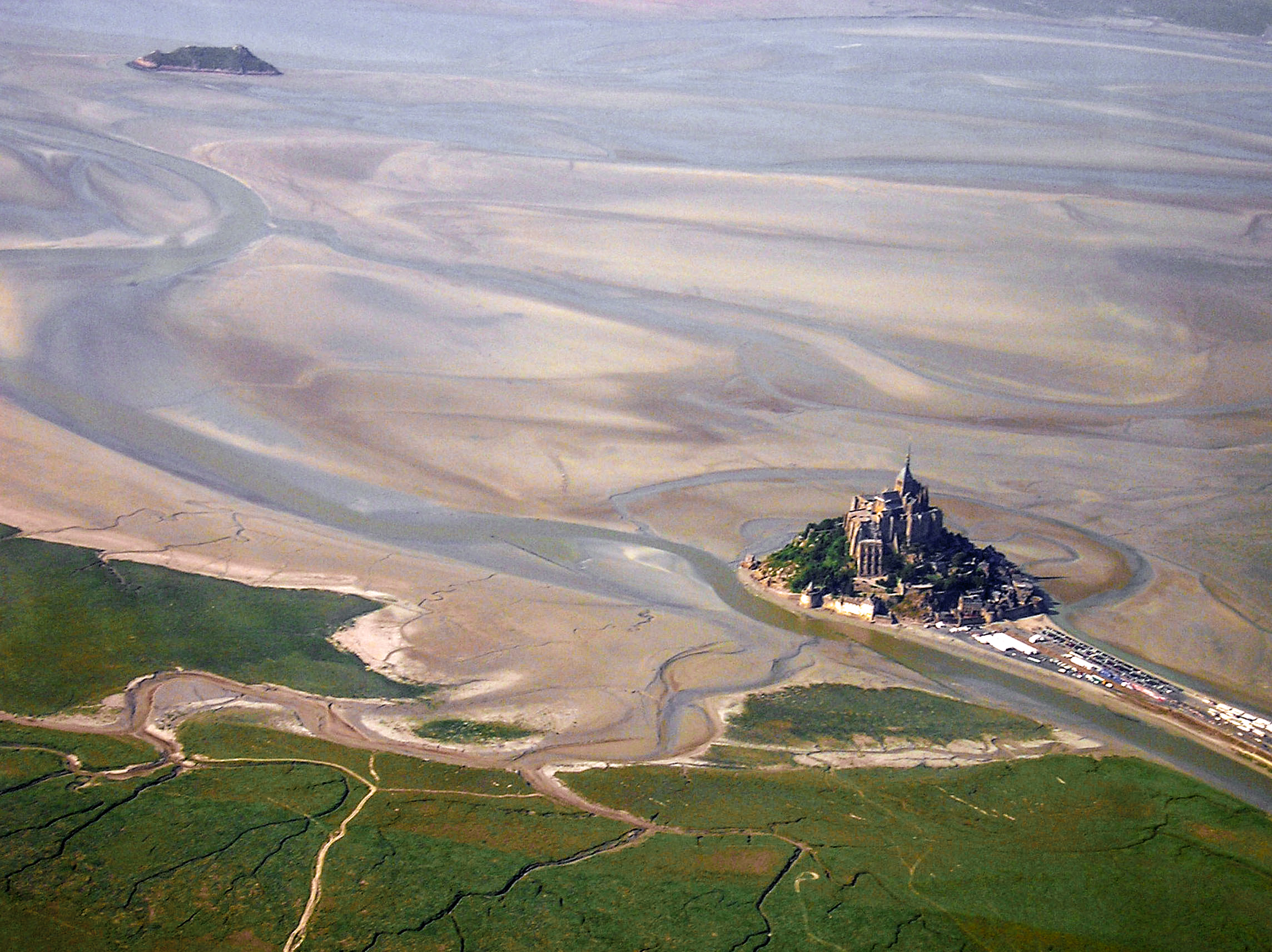
Mont-Saint-Michel und die kleinere Insel Tombelaine aus der Luft

Die Insel Mont-Saint-Michel ist fast kreisförmig (etwa 900 Meter im Umfang) und besteht aus einem Granitfelsen, der aus der Bucht von Mont-Saint-Michel bis zu 78 Meter steil aufsteigt. Die meiste Zeit ist er von ausgedehnten Sandbänken umgeben und wird erst bei sehr hohen Gezeiten zu einer Insel. Vor dem Bau des etwa 2 km langen Straßendammes, der die Insel mit dem Festland verband, war sie wegen des Treibsands und der sehr schnell ansteigenden Gezeiten besonders schwer zu erreichen. Der Damm ist jedoch zu einem Hindernis für den Abtransport von Sedimenten geworden, was zu höheren Sandbänken zwischen der Insel und der Küste geführt hat.
Die Abteikirche, die die Insel überragt, hat ein imposantes romanisches Kirchenschiff aus dem 11. und 12. Jahrhundert und einen spätgotischen Chor im Flamboyant-Stil. Der Turm und die Turmspitze, gekrönt von einer Statue des hl. Michael, wurden im 19. Jahrhundert hinzugefügt. Die Kirche ruht auf drei Krypten, von denen die älteste wahrscheinlich aus karolingischer Zeit stammt. Das 1228 erbaute dreistöckige Kloster La Merveille umfasst u. a. den vierschiffigen Rittersaal, das große Refektorium mit seinen hohen, schmalen Fenstern und den zu einer Seite des Meeres hin offenen Kreuzgang mit fünf Kolonnaden.
Von den mittelalterlichen Mauern aus dem 13. bis 15. Jahrhundert auf der Süd- und Ostseite des Berges bietet sich ein Panoramablick auf die Bucht. Die Häuser entlang der engen Straße, die zur Abtei hinaufführt, stammen zum Teil aus dem 15. Jahrhundert.

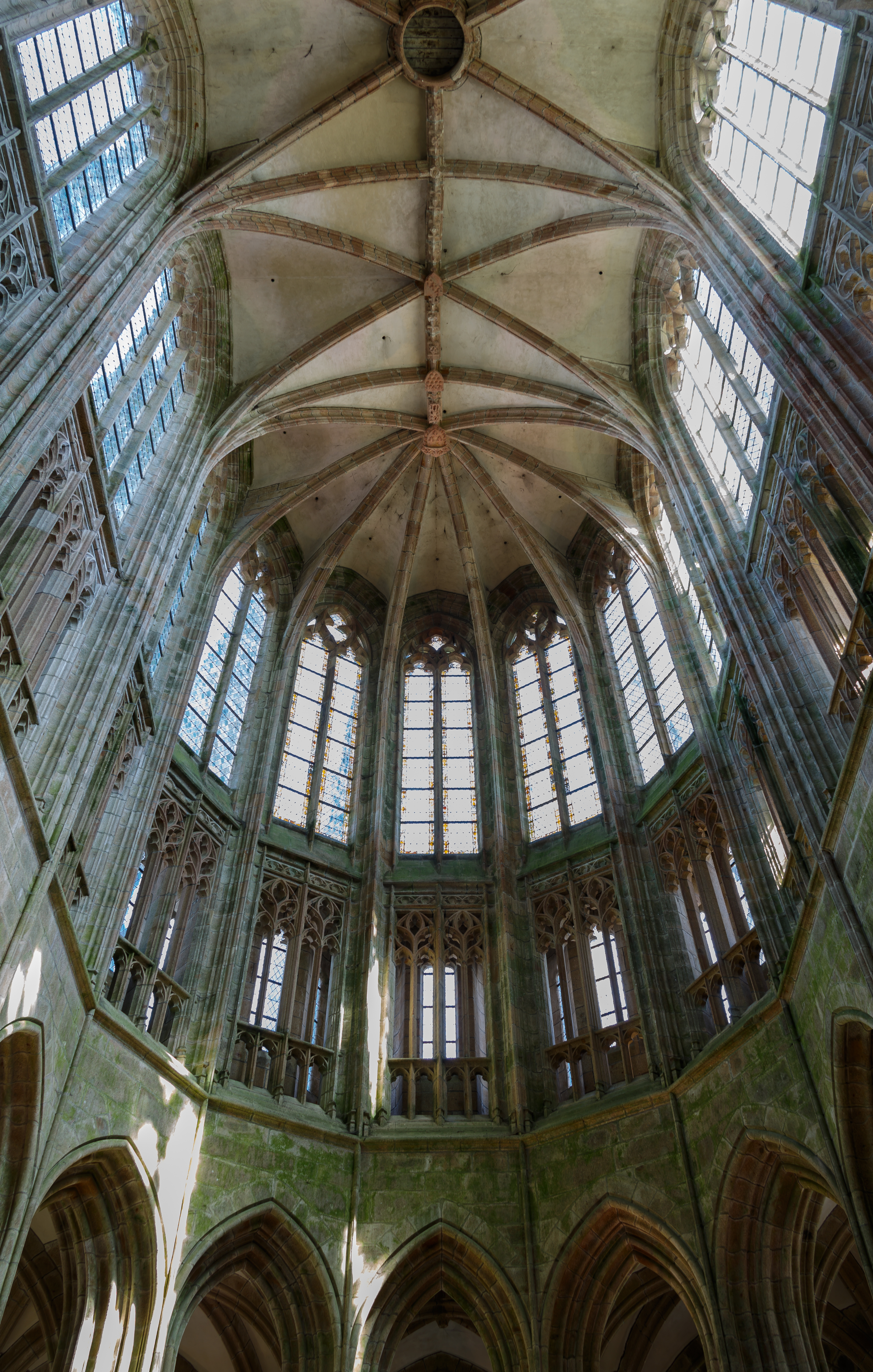
Abteikirche
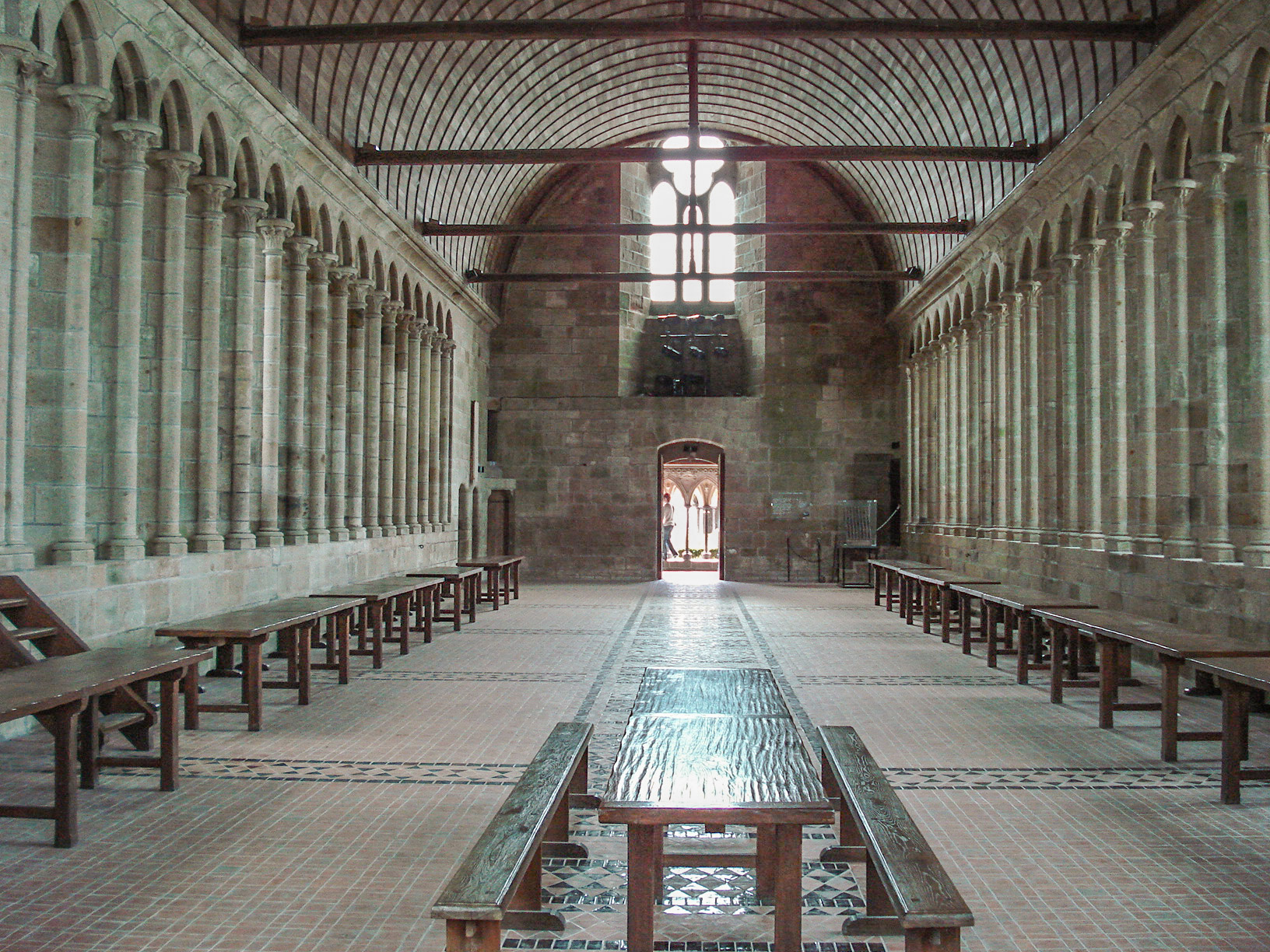
Refektorium
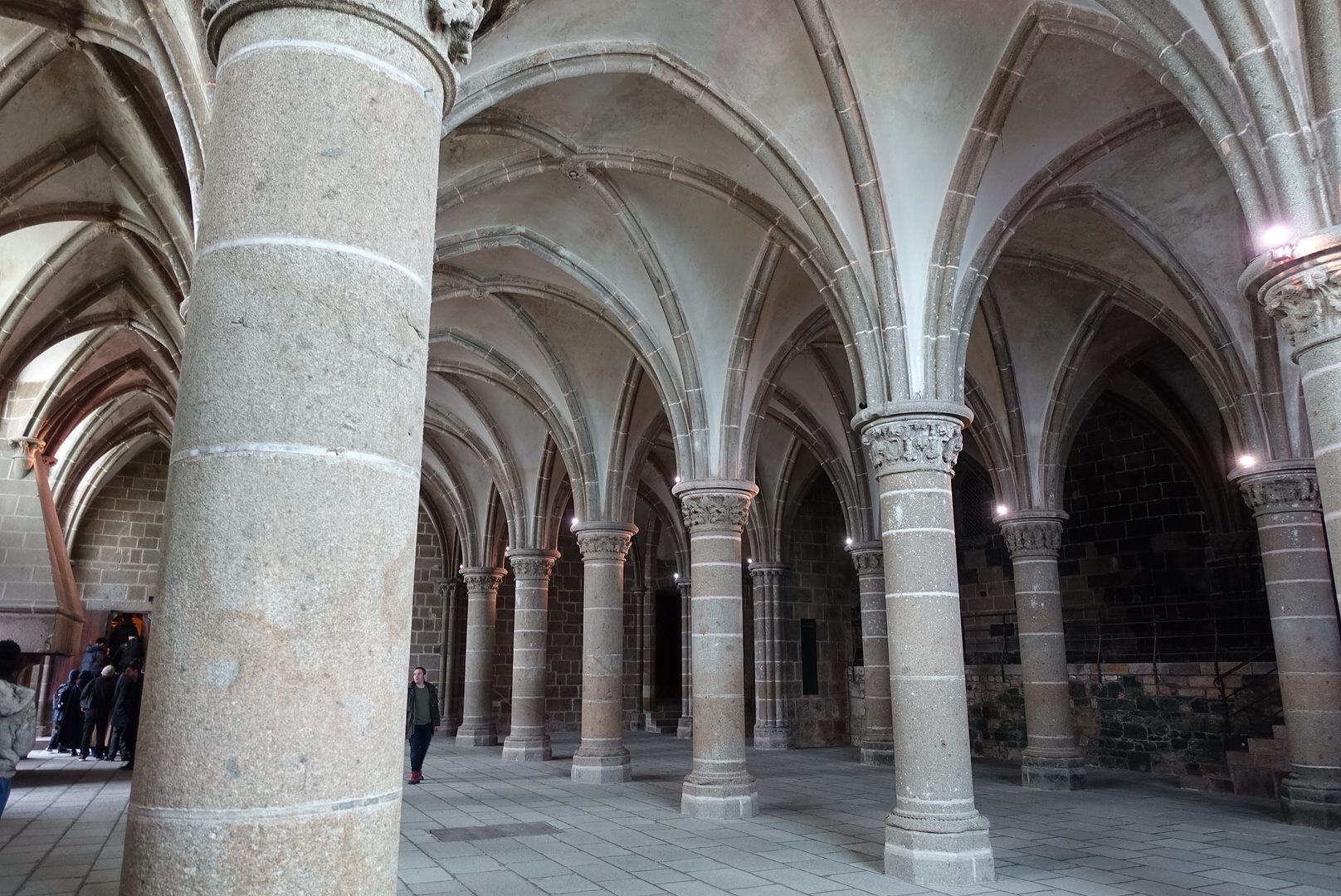
Rittersaal
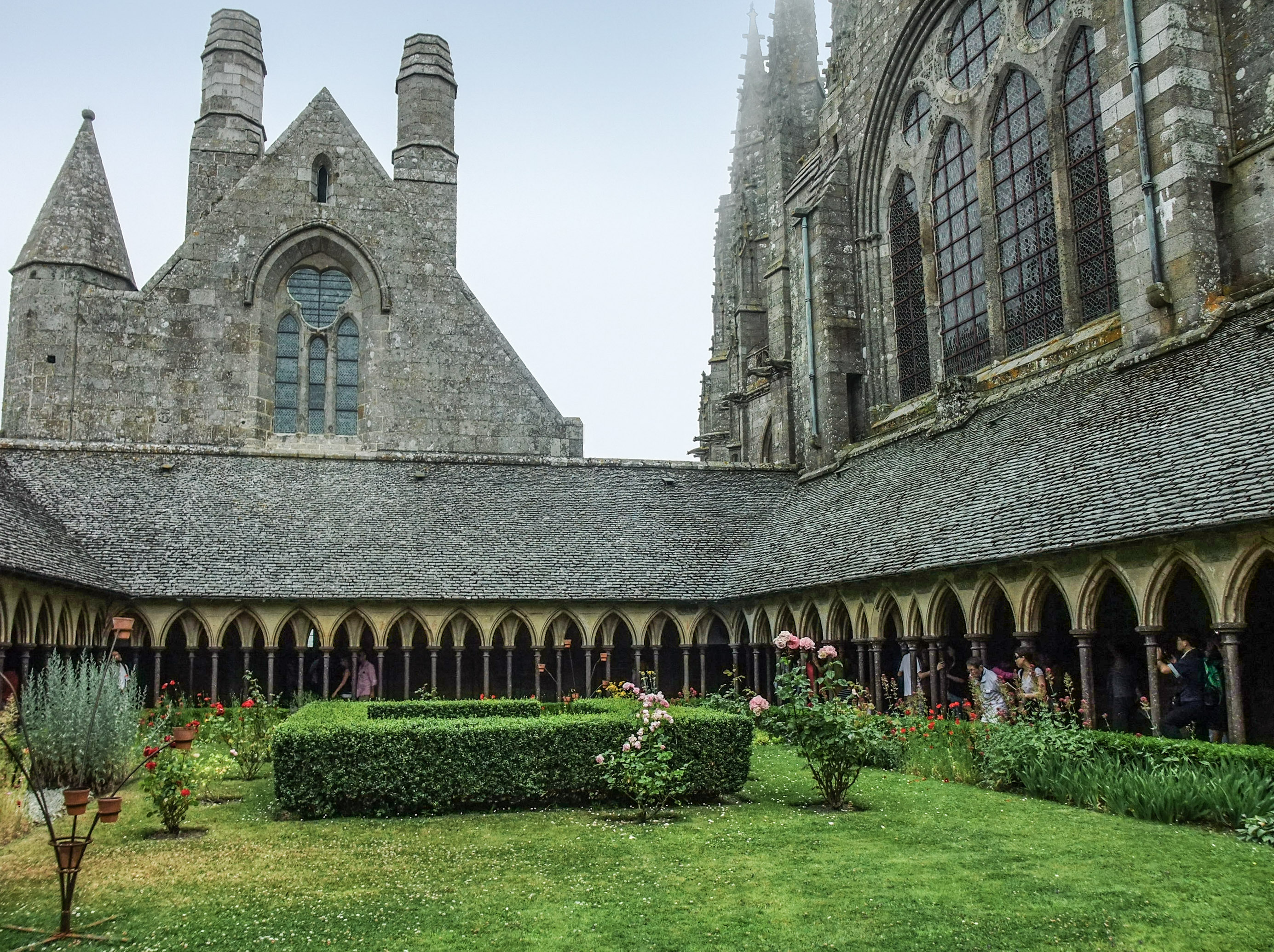
Kreuzgang
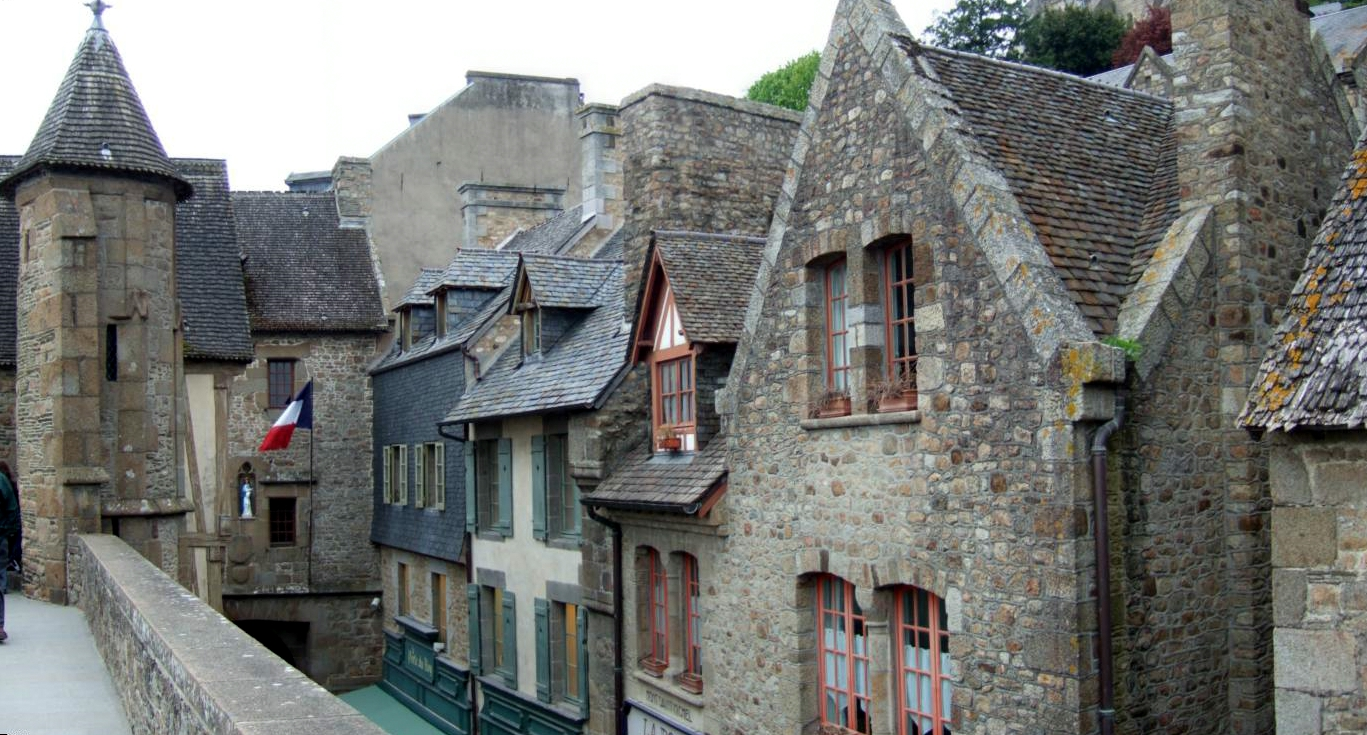
Dorf unterhalb des Klosters

## Eintragung als Weltkulturerbe
Mont-Saint-Michel und seine Bucht wurde 1979 aufgrund eines Beschlusses der dritten Sitzung des Welterbekomitees als Weltkulturerbestätte in Frankreich in die Liste des UNESCO-Welterbes eingetragen.
Die Welterbestätte umfasst eine Fläche von 6,560 Hektar mit einer Pufferzone von 191,858 Hektar.
In der Begründung für die Eintragung heißt es unter anderem:
Der Mont-Saint-Michel, ein Heiligtum, das an einem schwer zugänglichen Ort liegt und der Tradition der dem Heiligen Michael geweihten Kultstätten entspricht, ein im gesamten Mittelalter häufig besuchter Wallfahrtsort und später Sitz einer Benediktinerabtei mit starkem intellektuellem Einfluss, ist in seinen charakteristischen Aspekten einer der wichtigsten Orte der christlichen Zivilisation im Mittelalter.
Die Eintragung erfolgte aufgrund der Kriterien (i), (iii) und (vi).
(i): Durch die einzigartige Kombination von natürlicher Umgebung und Architektur stellt der Mont-Saint-Michel einen einzigartigen ästhetischen Erfolg dar.
(iii): Mont-Saint-Michel ist ein unvergleichliches Ensemble, sowohl wegen des Nebeneinanders von Abtei und befestigtem Dorf innerhalb der engen Grenzen einer kleinen Insel als auch wegen der Originalität der Anordnung der Gebäude, die seiner unvergesslichen Silhouette entsprechen.
(vi): Der Mont Saint-Michel ist eine der wichtigsten Stätten der mittelalterlichen christlichen Zivilisation.

## Integrität
Die Restaurierungen des 19. Jahrhunderts haben den Gebäuden ihre Wertigkeit und ihren symbolträchtigen Aspekt zurückgegeben, insbesondere mit dem Bau der Turmspitze im Jahr 1897. Die Wertigkeit der Stätte wurde trotz der Verschlammung der Bucht durch Naturphänomene und vor allem durch den Bau eines Zugangsdammes im Jahr 1879 erhalten, wodurch der Mont seinen insularen Charakter verlor. Nach Abschluss der umfangreichen Arbeiten durch den französischen Staat im Jahr 2015 wurde der maritime Charakter des Mont Saint-Michel wieder hergestellt.

## Authentizität

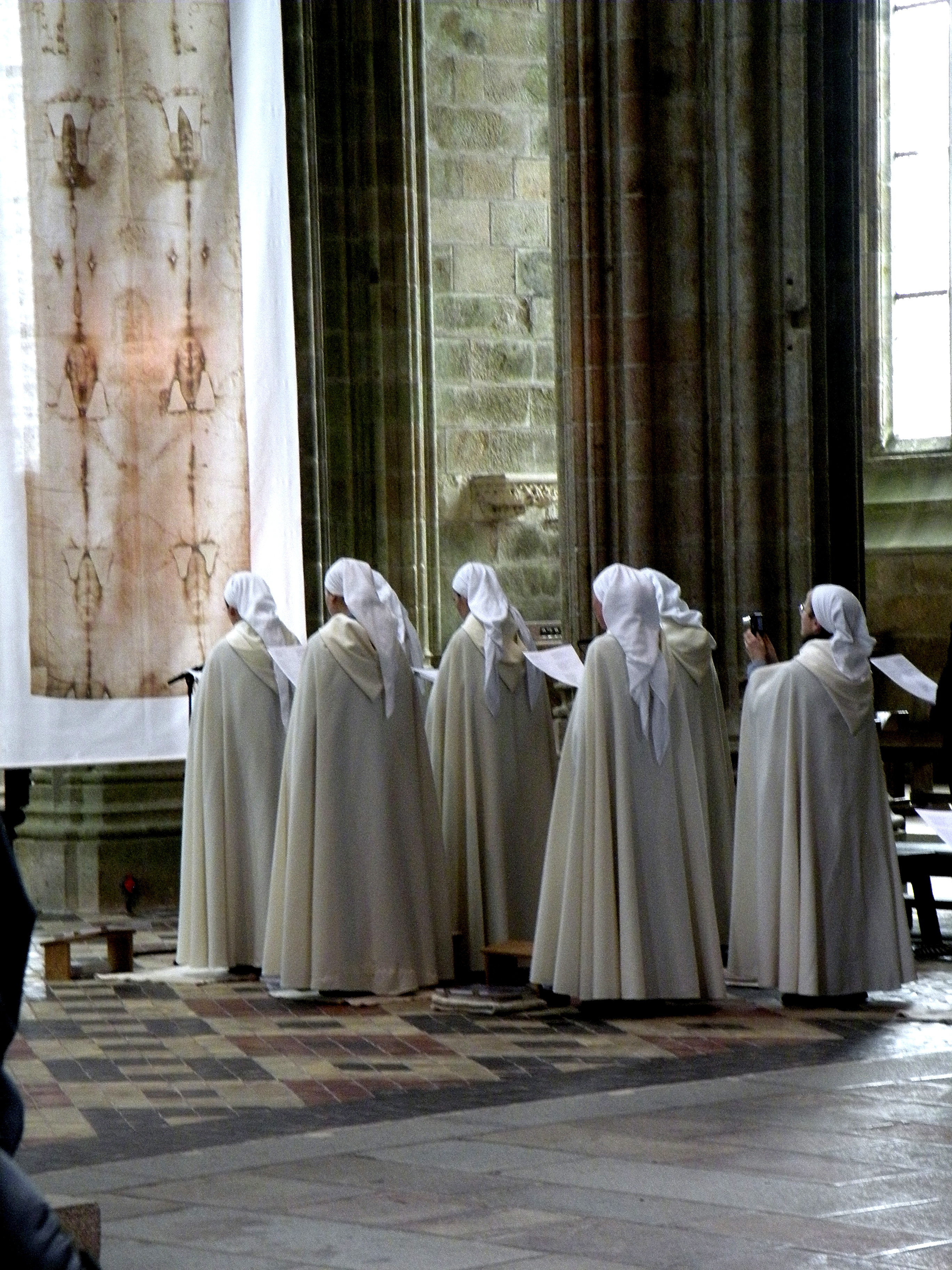
Mönche in der Abteikirche

Die Beziehung zwischen dem Mont und der weitläufigen umliegenden Bucht ist seit Jahrhunderten intakt geblieben. Die Gebäude der Abtei und des sie umgebenden Dorfes, die seit dem 17. Jahrhundert entsprechend instand gehalten, restauriert oder erneuert wurden, sind in ihrer Substanz, ihrer Entwicklung oder Anordnung von bemerkenswerter Authentizität. Die 1789 aufgelöste und bis 1863 in ein Gefängnis umgewandelte Abtei ist heute ein Denkmal, das von der christlichen Vergangenheit zeugt. Das klösterliche Leben wird durch eine kleine Gemeinschaft gewährleistet. Die visuellen Merkmale des Mont, die mit seiner Topographie und seinem Status als weithin sichtbare Landmarke zusammenhängen, sind sehr anfällig für Eingriffe in die Landschaft, die das Panorama von und zu der Stätte verändern könnten. Zudem besteht die Gefahr, dass die hohe Besucherfrequenz (3 Millionen Touristen pro Jahr) den Charakter des Ortes beeinträchtigt.

## Gefährdung und Schutzmaßnahmen
Das natürliche und architektonische Ensemble wird auf nationaler Ebene entweder im Rahmen des Denkmalschutzgesetzes oder des Umweltgesetzes geschützt. Die Abtei, ihre Festungsmauern und Nebengebäude gehören dem Staat und stehen seit 1862 unter Denkmalschutz. Die Küstenlinie, die zur Welterbestätte gehört, ist durch das Küstenrecht geschützt, und die Bucht ist seit 1994 durch die Ramsar-Konvention geschützt.
Der Staat hat die Verwaltung der Abtei dem Nationalen Zentrum für Denkmäler übertragen, einer Einrichtung, die dem Kulturministerium untersteht. Sie profitiert von wichtigen und regelmäßigen Restaurierungsarbeiten. Unter Berücksichtigung der geologischen Beschaffenheit der Stätte werden periodisch Konsolidierungsarbeiten an den Felsen durchgeführt.

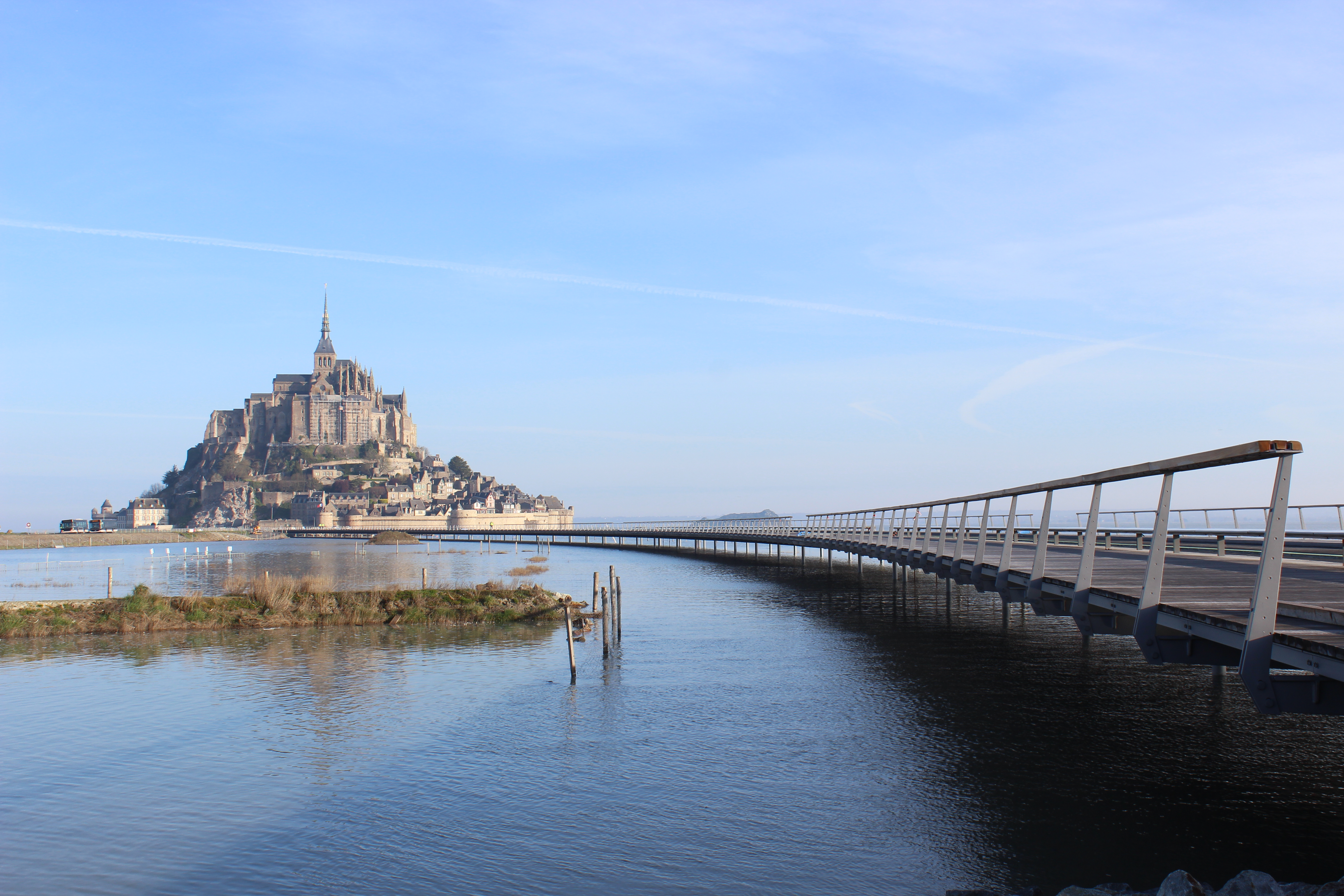
Mont-Saint-Michel mit der neuen Fußgängerbrücke (2014)

Seit der Wiederherstellung des maritimen Charakters von Mont-Saint-Michel wurde der Damm durch eine Fußgängerbrücke ersetzt, und ein Pendelverkehr gewährleistet den Transport der Besucher von der Ortschaft La Caserne bis zum Fuße des Mont. Die Einrichtung dieser Infrastruktur hat die Regulierung des Touristenstroms ermöglicht. Hydraulische Bauwerke wie der Damm von Couesnon, wo das Wasser die Sedimente vor der Küste abspült, bekämpfen zudem die Verlandung des Mont.
Die 2018 vorgeschlagene Pufferzone umfasst fast 130 Gemeinden. Ihre Grenze wurde auf der Grundlage einer Landschaftsstudie festgelegt und richtet sich nach der Sichtbarkeit des Mont-Saint-Michel, den wichtigsten Panoramen und den sogenannten montjoies.